# Анисимов, Артём Алексеевич
Артём Алексе́евич Ани́симов (род. 24 мая 1988, Ярославль, РСФСР, СССР) — российский хоккеист, центральный нападающий.

## Карьера
Воспитанник хоккейной школы ярославского «Локомотива». В юношеском фарм-клубе «Локомотив-2» дебютировал в сезоне 2004/05. В 2005—2007 годах играл в основном составе «Локомотива».
В составе молодёжной сборной России завоевал серебряную и бронзовую медали чемпионатов мира. Участвовал в Суперсерии 2007 против молодёжной сборной Канады.
2 августа 2007 года подписал контракт с «Нью-Йорк Рейнджерс» и отправился играть в АХЛ в фарм-клуб «Хартфорд Вулф Пэк». 23 января 2009 года было объявлено, что Анисимов был выбран для участия в All-Star Classic АХЛ в Вустере, штат Массачусетс. Он забил один гол и помог в двух других в игре PlanetUSA против канадской All-Stars.
За «Нью-Йорк Рейнджерс» в сезоне 2008/09 сыграл два матча: один в регулярном чемпионате, другой в плей-офф в последнем матче команды в Кубке Стэнли.
Сезоны 2009/2010, 2010/2011, 2011/2012 провёл в основном составе «Нью-Йорк Рейнджерс».
Летом 2012 года перешёл в «Коламбус Блю Джекетс», став частью сделки по обмену Рика Нэша в «Нью-Йорк Рейнджерс». Во время локаута в НХЛ выступал за родной «Локомотив».
26 июня 2013 года подписал трёхлетний контракт с «Коламбус Блю Джекетс» на общую сумму $ 9,85 млн ($ 3,28 млн в год).
Летом 2015 года перешёл в «Чикаго Блэкхокс» в результате обмена, заключил контракт на пять лет с зарплатой $ 4,55 млн в год. В первый сезон в «Чикаго» набрал 42 очка в 77 матчах, по большей части играя в одном звене с Артемием Панариным и Патриком Кейном. В плей-офф «ястребы» уступили в первом раунде «Сент-Луис Блюз» (3-4).
В сезоне 2016/17 набрал первый результативный балл в третьей встрече против «Нэшвилл Предаторз» (5:3), поучаствовав в победном голе Рихарда Паника. В этом матче началась результативная серия Анисимова, составившая 11 матчей, в которых он набрал 17 очков (8+9). Серия закончилась в поединке с «Сент-Луисом», в котором Анисимов получил травму верхней части тела. Сыграв в регулярном чемпионате 64 игры, повторил личный снайперский рекорд в НХЛ (22 гола) и улучшил бомбардирский (45 очков). В плей-офф «Чикаго» вновь выступило неудачно, всухую проиграв серию «Нэшвиллу» и забив лишь 3 гола. Анисимов не набрал ни одного очка.
15 ноября 2017 года сделал свой первый хет-трик в НХЛ, забросив три шайбы в ворота Хенрика Лундквиста в матче с «Нью-Йорк Рейнджерс». По итогам сезона вновь забросил за «Чикаго» 20 шайб, но показал худший показатель полезности в карьере (-17) и не смог помочь «Блэкхокс» выйти в плей-офф.
Летом 2019 года был обменян в «Оттаву Сенаторз» на Зака Смита.
В сентябре 2021 года подписал пробный контракт с «Колорадо», но в итоге заключать с ним полноценное соглашение клуб не стал. Анисимов вернулся в «Локомотив», подписав контракт сроком до конца сезона-2021/22.
4 октября 2024 года Артём Анисимов объявил о завершении спортивной карьеры.

## Личная жизнь
Женат. Есть дочь Адриана и два сына: Артемий и Александр.

## Статистика
| Легенда | Легенда                    | Легенда | Легенда                   | Легенда | Легенда    |
| ------- | -------------------------- | ------- | ------------------------- | ------- | ---------- |
| И       | Количество проведённых игр | Штр     | Штрафное время            | +/−     | Плюс-минус |
| Г       | Голы                       | П       | Голевые передачи          | О       | Очки       |
| -       | Статистика неизвестна      | —       | Статистика не учитывалась |         |            |